# Friedebert Tuglas
Friedebert Tuglas (né Friedebert Mihkelson le 2 mars 1886 à Ahja et mort le 15 avril 1971 à Tallinn) est un célèbre écrivain impressionniste et symboliste estonien, considéré comme l'un des pères fondateurs de la littérature estonienne contemporaine,,.

## Biographie
Il fut l'un des meneurs du mouvement culturel Jeune-Estonie (Noor-Eesti) au début du XXe siècle. Opposant au tsar Nicolas II, il fut emprisonné pour « activités révolutionnaires », avant de s'exiler en 1906, vivant en Finlande, Allemagne, Belgique, Suisse et France. 
Il retourne en Estonie au moment de la Révolution de février 1917. 
Il sert comme président de l'Union des écrivains estoniens (Eesti Kirjanike Liit) en 1922, 1925-1927 puis de 1937 à 1939. 
Le titre d'écrivain du peuple de la RSS d'Estonie lui fut accordé en 1946. 
La même année, il est élu à l'Académie estonienne des sciences. 
Il tombe ensuite en disgrâce, privé de ses droits civils et exclu de l'appartenance à toute institution par le pouvoir communiste, y compris l'Union des écrivains, dont il sera expulsé en 1950.

### Romans
- Felix Ormusson 1915
- Väike Illimar 1937

### Autres écrits
- Hingemaa 1906
- Kahekesi 1908
- Liivakell 1-2 1913
- Õhtu taevas 1913
- Saatus 1917
- Teekond Hispaania 1918
- Raskuse vaim 1920
- Hingede rändamine 1925
- Ado Grenzsteini lahkumine 1925
- Juhan Liiv 1927
- Teekond Põhja-Aafrika I-III 1928-30
- Eesti Kirjameeste Selts 1932
- Kriitika I-VIII 1935-36
- Viron kirjallisuuden historia 1939
- Noorusmälestused 1940
- Esimene välisreis 1945
- Mälestused 1960
- Marginaalia 1966
- Muutlik vikerkaar 1968
- Rahutu rada 1973
- Novelle ja miniatuure 1978
- Kogutud teosed (Œuvres complètes) 1986- (15 vol.)
- Taevased ratsanikud 1986
- Popi ja Huhuu 1986
- Tuhat aastat 1986
- Kulttuurilugu kirjapeeglis: Johannes Aaviku & Friedebert Tuglase kirjavahetus 1990